# Johnston Busingye
Johnston Busingye est un homme politique rwandais. Il est ministre de la Justice depuis 2013.

## Biographie
Il est né et a été éduqué en Ouganda. Il est titulaire d'un baccalauréat en droit, obtenu à l'université Makerere de Kampala. Il détient aussi un diplôme en pratique juridique, décerné par le Centre de développement du droit (également situé à Kampala) ainsi qu'un diplôme de la John F. Kennedy School of Government de l'université Harvard (États-Unis).
Il a été procureur national du Rwanda et secrétaire permanent au ministère de la Justice. De 2006 à 2013, il est président de la Haute Cour du Rwanda. Le 23 mai 2013, il devient ministre de la Justice. En juillet 2014, il rend publique la décision du gouvernement rwandais de ne pas devenir membre de la Cour pénale internationale (CPI).
Il est membre du conseil d'administration et du comité académique de la Riviera High School, une école internationale privée située à Kigali.

## Source
- (en) Cet article est partiellement ou en totalité issu de l’article de Wikipédia en anglais intitulé « Johnston Busingye » (voir la liste des auteurs).